# Les Pieds dans le tapis
Pour plus de détails, voir Fiche technique et Distribution.
Les Pieds dans le tapis est un téléfilm français réalisé en 2015 par Nader Takmil Homayoun et diffusé le 27 mai 2016 sur Arte. Sur le ton de la comédie, le réalisateur évoque la difficulté à communiquer malgré les moyens modernes de communication. Il est aussi question des conséquences de l’embargo iranien pour la population, de la pollution et des relations avec les administrations.

## Synopsis
Un chef d'entreprise iranien est parti, comme il le fait régulièrement, prendre des bains de boue en Corée. Sa famille a la surprise d'apprendre sa mort survenue en France à Brive-la-Gaillarde. Sa femme et son fils se rendent sur place pour faire rapatrier le corps. Une autorisation est nécessaire mais l'employé de mairie annonce qu'il doit s’assurer auprès de sa hiérarchie que les cadavres ne font pas partie des marchandises sous embargo. Cette démarche nécessite plusieurs semaines. La mère et le fils en profitent pour enquêter chacun de leur côté sur les circonstances de la mort de l'entrepreneur.

## Fiche technique
- Réalisation : Nader Takmil Homayoun
- Scénario : Nader Takmil Homayoun et Philippe Blasband
- Image : Rémi Mazet
- Musique : Christophe Julien
- Production : Nicolas Blanc
- Société de production : Agat Films, en association avec SofiTVciné 3
- Langues : Persan, Français et chinois[3]
- Durée : 91 min
- Date de diffusion : 27 mai 2016 sur Arte
- Pays :  France

## Distribution
- Golab Adineh : Parvaneh Farshtchi, la veuve
- Babak Hamidian : Morteza Farshtchi, le fils
- Ladan Soleymani : Shirine Farshtchi, la belle-fille
- Mahsa Tahmasebi : Roya Farshtchi, la petite-fille
- Jacques Lacaze : Sadegh Farshtchi
- Aurélia Petit : Aurore Rousseau, l'éducatrice
- Michel Vuillermoz : Hugues, le viticulteur
- Manu Layotte : Le Corrézien
- Zhoer Zhu : Lin, l'interprète chinoise
- Karim Kadjar : Nicolas
- Jérôme Pouly : Bordure
- Mohsen Soleymani : Mostapha
- Laurent Soffiati : Jean-Luc
- Armand Éloi : Hector
- Hamid Javdan : M. Akbarian, le marchand de tapis

## Récompenses
Festival de Luchon 2016 : 
- Pyrénées d'or de la meilleure fiction unitaire
- Prix du meilleur réalisateur pour Nader Takmil Homayoun
- Prix du meilleur scénario pour Philippe Blasband et Nader Takmil Homayoun
- Prix d'interprétation féminine pour Golab Adineh
- Prix de la meilleure musique originale pour Christophe Julien

COLCOA French Film Festival in Hollywood 2016 :
- TV Drama Audience Award

## Lieux de tournage
En Iran :
- Téhéran[6]

En France :
- Limoges[6]
- Abbaye d’Aubazine en Corrèze[7]
- Brive-la-Gaillarde[8]